# جيك شتال (لاعب كرة قدم أمريكية)
جيك شتال (بالإنجليزية: Jake Stahl)‏ هو لاعب كرة قدم أمريكية أمريكي، ولد في 16 يناير 1891 في سكرانتون في الولايات المتحدة، وتوفي في 8 أكتوبر 1966 في بيتسبرغ في الولايات المتحدة.